# Pachybrachis minor
Pachybrachis minor är en skalbaggsart som beskrevs av Bowditch 1909. Pachybrachis minor ingår i släktet Pachybrachis och familjen bladbaggar. Inga underarter finns listade i Catalogue of Life.